# Wichtendal (Gießerfamilie)
Die Gießerfamilie Wichtendal, in anderer Schreibweise auch Wichtendahl, war eine seit der Mitte des 16. Jahrhunderts bis um 1620 in vier Generationen in Plau am See ansässige und tätige Gießerfamilie.

## Herkunft und Ansiedlung
Über die Herkunft der Familie ist nichts bekannt. Im Zuge des Ausbaues der Burg Plau zu einer wehrhaften Festung ab 1538 berief Herzog Heinrich V. von Mecklenbung Ludwig Wichtendal („Meister Lodewig“) als Waffenmeister (Büchsenmacher) und Rotgießer auf die Festung. Eigens für ihn entstand dort eine Kanonengießerei. Wichtendal erhielt neben einem Jahressold von 25 Gulden für sich und seine Familie vom Herzog ein Haus am Kirchplatz geschenkt.

## Familiengeschichte

### Ludwig Wichtendal d. Ä.
Wegen Ehebruchs seiner Frau fiel auch Ludwig Wichtendal zeitweise in Ungnade, war aber in seinem seltenen Berufsstand für den Herzog zu wichtig, als dass das bereits ausgesprochene Todesurteil vollstreckt werden würde. Die Familie durfte nach ihrer Begnadigung sogar das geschenkte Haus behalten unter der Bedingung, dass ein männlicher Nachkomme das Gießerhandwerk erlernt.

### Evert Wichtendal

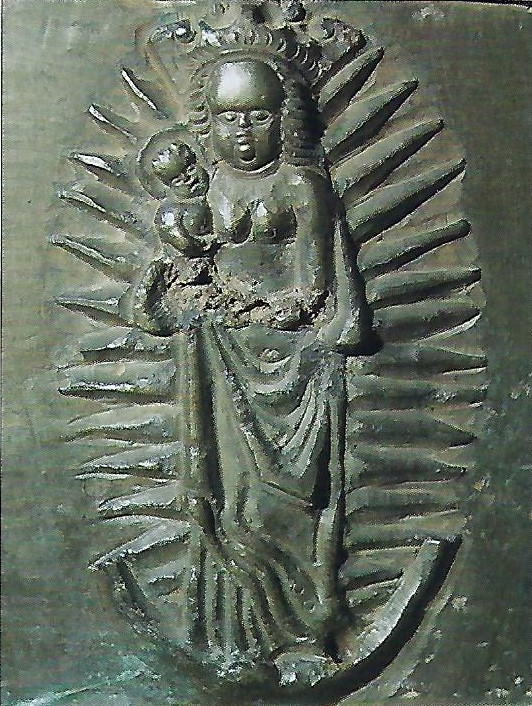
Maria mit dem Kinde

Als wahrscheinlich einziges der in der Plauer Gießerei gegossenen Werke ist bis heute lediglich das Taufbecken (Fünte) der Plauer Marienkirche erhalten. Dieses wurde nach seiner Inschrift 1570 von Evert Wichtendal gegossen:
 EVERT WICHTENDAL ME FIERI FECIT MDLXX

### Ludwig Wichtendal d. J.
Die Gießerfamilie Wichtendal lebte in vier Generationen in Plau. Ludwig Wichtendal d. J. verließ zu Beginn des Dreißigjährigen Krieges um 1620 schließlich die Stadt und zog nach Danzig. Dort avancierte er schnell zu einem bedeutenden Bronzegießer. 1626 bekam er das Danziger Bürgerrecht. Unter seiner Leitung wurden zahlreiche Kanonen, aber auch Kirchenglocken gegossen. Im Germanischen Nationalmuseum Nürnberg befindet sich seit 1907 eine „VOGEL STORCH“ genannte Festungskanone der Stadt Danzig (18-Pfünder, Guss 1625). In der Ausstellung der Zitadelle Spandau ist eine von ihm gegossene Kartaune mit dem Namen „CURTIUS“ von 1635 ausgestellt. Eine von ihm 1632 für die Marienkirche in  Danzig gegossene Glocke „Osanna“ befindet sich seit 1952 in der Andreaskirche Hildesheim.

## Stammreihe
- Ludwig Wichtendal d. Ä.
  - Evert Wichtendal
    - Joachim Wichtendal
      - Ludwig Wichtendal d. J.